# Johannes Maria Staud
Johannes Maria Staud est un compositeur autrichien né le 17 août 1974, à Innsbruck.

## Biographie
Entre 1994 et 2001, Johannes Maria Staud étudie la composition (avec Michael Jarrell), la composition électroacoustique (avec Dieter Kaufmann) et la théorie musicale (avec Iván Erőd) à la Musikhochschule (École Supérieure de Musique) de Vienne ; dans le même temps il étudie auprès de Hanspeter Kyburz à la Musikhochschule (École Supérieure de Musique) Hanns Eisler de Berlin.
Il étudie la musicologie et la philosophie à Vienne.
Il suit les Classes de maître, entre autres, de Brian Ferneyhough et Alois Pinos. Il est cofondateur du groupe  Gegenklang (Vienne).
Pour 1999/2000, il obtient une bourse d’études de la Fondation Alban Berg.
En 2000, les Editions Universal le prennent sous contrat.
Pour 2003/2004, il obtient une bourse d’études de la Fondation Heinrich Strobel de la SWR de Fribourg.
En 2004, il obtient une bourse de la Fondation Ernst von Siemens.
En mai 2004, son premier opéra, Berenice, est créé à Munich lors de la Biennale. Une version révisée est reprise en novembre 2005 à Heidelberg.
En 2006, il obtient une bourse d’études de l’État autrichien.
Le 23 juillet 2006, au Festival de Salzbourg, Heinrich Schiff crée Segue, son concerto pour violoncelle, avec l'Orchestre Philharmonique de Vienne, dirigé par Daniel Barenboim. Cette œuvre a été commandée par le Festival pour fêter le 250e anniversaire de Mozart.
Pour 2007-2009, il obtient une bourse d’études Daniel Lewis de l’Orchestre de Cleveland.

## Prix
- 2000: premier prix du concours de composition Hanns Eisler à Berlin
- 2001: prix spécial de musique de la République autrichienne
- 2002: prix de composition du Festival de Pâques (Osterfestspiele) à Salzbourg
- 2003: prix Rostrum de composition pour Polygon (catégorie « compositeurs de moins de 30 ans »)
- 2009: prix Paul Hindemith du Festival du Schleswig-Holstein
- 2012: prix de la ville de Vienne pour la musique

## Œuvres

### Piano
- Hommage à Bartók  I (1994)
- Hommage à Bartók II (1994)
- Bewegungen  (1996)
- Go Ahead (2004)
- Peras (2005)

### Solos
- Black Moon pour clarinette basse (1998)
- Towards a Brighter Hue pour violon (2004)
- Portugal pour percussions (2006)

### Musique de chambre
- Dichotomie pour quatuor à cordes (1997/98)
- Esquisse retouchée (Incipit 2) pour trombone (avec Bass-Drum) (2002)
- Configurations / Reflet pour 8 instrumentistes (2002)
- Sydenham Music pour flûte, alto et harpe (2007)
- Für Bálint András Varga 10 miniatures pour violon, violoncelle et piano (2007)
- Lagrein pour violon, clarinette, violoncelle et piano (2008)

### Orchestre
- ...gleichsam als ob... pour orchestre (1999/2000)
- A map is not the territory pour grand ensemble (2001)
- Berenice. Suite 1 pour ensemble et bande magnétique (2004)
- Berenice. Suite 2 pour ensemble (2004)
- Apeiron pour grand orchestre  (2005)
- On Comparative Meteorology pour orchestre (nouvelle version) (2010)
- Contrebande (On Comparative Meteorology II) (2010)
- Tondo Preludio pour orchestre (2010)
- Chant d'amour variation sur la miniature n. 9 de Für Bálint András Varga. 10 Miniaturen für Klaviertrio (2007–2009) pour ensemble (2010)

### Œuvres concertantes
- Incipit pour trombone alto et 5 instruments (2000)
- Polygon pour piano et orchestre (2002)
- Incipit III (Esquisse retouchée II) pour trombone, orchestre à cordes, 2 cors et percussions (2005)
- Violent Incidents (Hommage à Bruce Nauman) pour saxophone, ensemble à vents et percussions (2005/2006)
- One Movement and Five Miniatures pour clavecin, live-electronics et ensemble (2006/2007, nouvelle version 2009)
- Im Lichte pour 2 pianos et orchestre (2007)
- Segue pour violoncelle et orchestre (nouvelle version) (2008)
- Über trügerische Stadtpläne und die Versuchungen der Winternächte (Dichotomie II) pour quatuor à cordes et orchestre (2008/2009)

### Œuvres vocales
- Die Ebene (d'après des textes de Hans Arp) pour récitant, cor, 2 trombones, 2 percussionnistes, piano, 2 violoncelles et contrabasse (1997)
- Vielleicht zunächst wirklich nur 6 miniatures pour soprano et 6 instruments (1999)
- der kleinste abstand zwischen zwei gegenständen (d'après des textes visuels de Heinz Gappmayr) pour 16 voix à cappella (1999)
- Berenice. Lied vom Verschwinden (texte de Durs Grünbein d'après Edgar Allan Poe) pour soprano, petit ensemble et bande magnétique (2003)
- Arie am Rand alter Bücher pour baryton, piano, carillon en bambou et bande magnétique (2005)

### Opéra
- Berenice (opéra, texte de Durs Grünbein, d'après Edgar Allan Poe ; création mondiale à la Biennale de Munich 2004 ; Heidelberg 2005)

## Discographie
- Johannes Maria STAUD, comportant A map is not the territory ; Bewegungen ; Polygon. Musik für Klavier und Orchester ; Black Moon ; Berenice. Lied vom Verschwinden, Marino Formenti (piano), Petra Hoffmann (soprano), Ernesto Molinari (clarinette basse), Thomas Larcher (piano), Klangforum Wien (Sylvain Cambreling), Orchestre Symphonique de la Radio de Vienne (Bertrand de Billy), CD KAIROS, 2003, n° 0012392KAI.

- Johannes Maria STAUD,  Apeiron, comportant Apeiron ; Incipit III ; Towards a Brighter Hue ; Violent Incidents ; Peras.  Orchestre Philharmonique de Berlin  (Sir Simon Rattle), Orchestre Symphonique de la WDR (Lothar Zagrosek), Windkraft Tirol (Kasper de Roo), Marcus Weiss (saxophone), Uwe Dierksen (trombone), Marino Formenti (piano), Ernst Kovacic (violon), CD KAIROS, 2007, n° 0012672KAI.

## Liens
- Johannes Maria Staud aux  Editions Universal
- Johannes Maria Staud dans la base de documentation de l'IRCAM